# (7965) Katsuhiko
(7965) Katsuhiko (1996 BD1) – planetoida z pasa głównego asteroid okrążająca Słońce w ciągu 3,81 lat w średniej odległości 2,44 j.a. Odkryta 17 stycznia 1996 roku.